# 三ッ田啓希
三ッ田 啓希（みつだ はるき、1997年12月22日 - ）は、埼玉県出身のサッカー選手。ポジションはディフェンダー（DF）。

## 来歴
西武学園文理高校を経て、中央大学へ進学。在学中の2019年4月、2020年からの松本山雅FCへ加入が内定し、同時に特別指定選手に承認された。同月10日、ルヴァンカップ・グループステージ第3節のジュビロ磐田戦で先発出場し、公式戦デビューした。
2021年、FC岐阜へ期限付き移籍。
2022年1月9日、松本山雅FCへ期限付き移籍から復帰すると発表。
同年11月23日、松本山雅FCは契約期間の満了と来季に向けた契約更新を行わないことを発表。
2023年、ヴァンラーレ八戸に完全移籍。しかし1年で八戸との契約が満了となった。同年12月13日、Jリーグ合同トライアウトに出場した。

## 所属クラブ
- レアル狭山Jr.（狭山立広瀬小学校[9]）
- Forza'02（狭山市立西中学校[9]）
- 西武学園文理高等学校
- 中央大学
  - 2019年4月 - 同年12月 松本山雅FC（特別指定選手）
- 2020年 - 2022年 松本山雅FC
  - 2021年  FC岐阜（期限付き移籍）
- 2023年  ヴァンラーレ八戸

## 個人成績
| 国内大会個人成績 | 国内大会個人成績 | 国内大会個人成績 | 国内大会個人成績 | 国内大会個人成績 | 国内大会個人成績 | 国内大会個人成績 | 国内大会個人成績 | 国内大会個人成績 | 国内大会個人成績 | 国内大会個人成績 | 国内大会個人成績 |
| 年度             | クラブ           | 背番号           | リーグ           | リーグ戦         | リーグ戦         | リーグ杯         | リーグ杯         | オープン杯       | オープン杯       | 期間通算         | 期間通算         |
| 年度             | クラブ           | 背番号           | リーグ           | 出場             | 得点             | 出場             | 得点             | 出場             | 得点             | 出場             | 得点             |
| 日本             | 日本             | 日本             | 日本             | リーグ戦         | リーグ戦         | リーグ杯         | リーグ杯         | 天皇杯           | 天皇杯           | 期間通算         | 期間通算         |
| ---------------- | ---------------- | ---------------- | ---------------- | ---------------- | ---------------- | ---------------- | ---------------- | ---------------- | ---------------- | ---------------- | ---------------- |
| 2019             | 松本             | 36               | J1               | 0                | 0                | 1                | 0                | -                | -                | 1                | 0                |
| 2020             | 松本             | 28               | J2               | 0                | 0                | 0                | 0                | -                | -                | 0                | 0                |
| 2021             | 岐阜             | 28               | J3               | 27               | 4                | -                | -                | 1                | 0                | 28               | 4                |
| 2022             | 松本             | 28               | J3               | 0                | 0                | -                | -                | 1                | 0                | 1                | 0                |
| 2023             | 八戸             | 18               | J3               | 0                | 0                | -                | -                | 0                | 0                | 0                | 0                |
| 通算             | 日本             | 日本             | J1               | 0                | 0                | 1                | 0                | -                | -                | 1                | 0                |
| 通算             | 日本             | 日本             | J2               | 0                | 0                | 0                | 0                | -                | -                | 0                | 0                |
| 通算             | 日本             | 日本             | J3               | 27               | 4                | -                | -                | 2                | 0                | 29               | 4                |
| 総通算           | 総通算           | 総通算           | 総通算           | 27               | 4                | 1                | 0                | 2                | 0                | 30               | 4                |

- 2019年は特別指定選手

- 公式戦初出場 - 2019年4月10日 ルヴァンカップ・グループステージ第3節 vsジュビロ磐田（サンプロ アルウィン）
- Jリーグ公式戦初出場 - 2021年3月14日 J3第1節 vsヴァンラーレ八戸（岐阜メモリアルセンター長良川競技場）
- Jリーグ初得点 - 2021年3月21日 J3第2節 vs藤枝MYFC（藤枝総合運動公園サッカー場）